# Мариана Попова (сценограф)
Мариана Попова (1914 – 1982) е продуктивен български художник–сценограф от немски произход. Изкуството ѝ, включващо над 250 заглавия, повлиява върху развитието и престижа на националната художествена практика.

## Биография
Мариана Попова е родена на 16 декември 1914 година в Мюнхен, Германия. Завършва училището за приложни изкуства в Мюнхен и специалност Сценография в Национална художествена академия, София през 1947 г. Работи като художник-сценограф в Младежки театър, София (1948 – 1966), главен художник в Държавен музикален театър (1966 – 1982), а също като художник-проектант в Софийска опера, Театър 199, както и във всички музикални театри в страната.
Мариана Попова оставя жанрови еталони във всички музикално-сценични жанрове: в оперния театър – „Дон Жуан“, „Така правят всички“, „Садко“, „Дафнис и Хлоя“, „Турандот“, „Златното петле“, „Летящия холандец“ и др. В музикалния театър – „Цигански барон“, „Царицата на чардаша“, „Българи от старо време“, „Една нощ във Венеция“, „Бокачо“, „Магьосникът от Оз“ и др.

## Награди
- Първа награда за сценография от Фестивала за оперно, оперетно и балетно изкуство в Стара Загора
- Награда от Националния преглед на българската драма и театър